# Красный интернационал профсоюзов

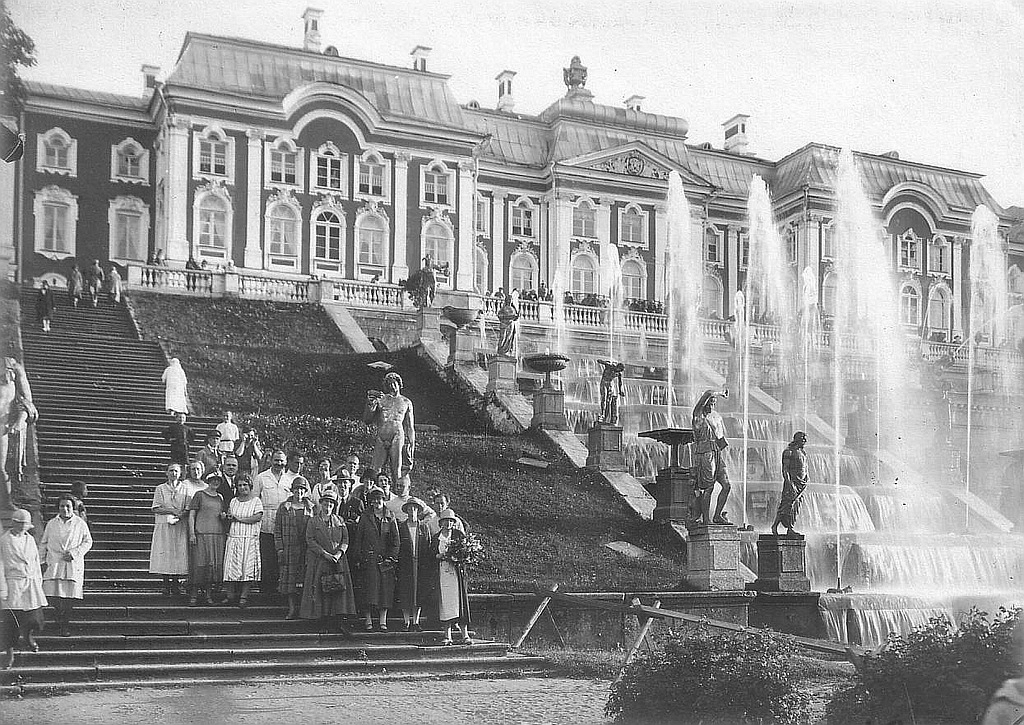
Делегация профсоюза учителей Великобритании в СССР. 1926

Кра́сный интернациона́л профсою́зов (Красный Профинтерн, Профинте́рн) — международная организация радикальных профсоюзов, созданная в Москве в июле 1921 года в ходе конгресса профсоюзов, которые не вошли в Амстердамский интернационал.

## История
Целью Профинтерна была координация действий на разных этапах между коммунистическими профсоюзами и коммунистами и коммунистическими организациями, действовавшими в массовых профсоюзах. Профинтерн был организован в противовес реформистскому Амстердамскому интернационалу — социал-демократической Международной федерации профсоюзов. 
В июле 1920 года второй конгресс Коминтерна создал временный Международный совет профессиональных и производственных союзов (Межсовпроф), в который вошли представители российской, итальянской, британской, французской и болгарской делегаций. Новый орган возглавил Соломон Лозовский, его заместителями стали Альфред Росмер из Всеобщей конфедерации труда Франции и Том Манн из Великобритании.
Первый, учредительный, конгресс Профинтерна прошёл 3 июля 1921 года. На нём был признан лозунг диктатуры пролетариата, был отвергнут принцип «нейтральности» профдвижения в политической борьбе. Конгресс постановил «установить возможно более тесные связи с Коммунистическим интернационалом, — авангардом революционного движения во всем мире, — на основе взаимного представительства в исполнительных органах того и другого интернационала, совместных совещаний» и т. д. (хотя синдикалистское крыло, в частности Большой Билл Хейвуд из «Индустриальных рабочих мира», отстаивали идею независимости Профинтерна от Коминтерна). Конгресс поставил задачу «не разрушения, а завоевания профсоюзов, то есть многомиллионной массы, находящейся в старых профсоюзах». На конгрессе присутствовало 380 делегатов от 41 страны.
Второй конгресс проходил с 19 ноября по 2 декабря 1922 года. На нём присутствовало 213 делегатов от 51 организации в 41 стране. Одними из основных вопросов, рассматривавшихся на этом конгрессе, были вопросы о работе в «реформистских» профсоюзах и о профсоюзном движении в колониальных странах. Делегаты высказались против выхода от массовых профорганизаций. Относительно колониальных стран конгресс поставил несколько задач: создание классовых производственных профсоюзов; выравнивание условий труда местных и европейских рабочих; поддержка национально-освободительных движений при сохранении «классовых позиций пролетариата»; борьба против расовых и национальных предрассудков трудящихся.
Общая линия на единство профсоюзных организаций и работу в массовых профсоюзах была продолжена на третьем конгрессе Профинтерна, проходившем 8—22 июля 1924 года. На конгрессе шла дискуссия между сторонниками единства профсоюзного движения и сторонниками создания отдельных «красных» профсоюзов. 
Чуть ранее, в июне 1924 года, на конгрессе Амстердамского интернационала в Вене его левое крыло поставило вопрос о слиянии с Профинтерном. Несмотря на это, большинство делегатов конгресса приняло точку зрения «правых». В соответствии с этим решением, конгресс постановил в тех странах, где создавались отдельные «красные» профсоюзы, — Чехословакия, Франция и другие, — восстановить единство с массовыми реформистскими профсоюзами. Всего в работе конгресса участвовало 311 делегатов из 39 стран.

Заседание I конгресса Профинтерна

«Профинтерн по характеру своей работы больше напоминает большой агитпроп или большое издательство, нежели организационный центр руководства профдвижением», — отмечал в декабре 1927 года на XV съезде ВКП(б) Г. Н. Мельничанский.
1928 год стал годом изменения политики коммунистических организаций по всему миру. Это выразилось как в решениях 9-го пленума Исполкома Коминтерна (февраль 1928 года), так и в решениях 4-го конгресса Профинтерна, проходившего в апреле 1928 года. Исходя из теории, согласно которой капитализм вступает в свой завершающий, «третий период», который отмечен всеобщей забастовочной волной и революционной ситуацией, основной удар коммунистов должен был быть направлен на социал-демократические партии и реформистские профсоюзы. 4-й конгресс Профинтерна принял решения о необходимости создания «красных» профсоюзов и борьбе против реформистских профобъединений. Эта же линия была поддержана на 5-м конгрессе Профинтерна в следующем 1930 году.
В последующие годы в связи с отходом Коминтерна от линии «третьего периода» к тактике сотрудничества с реформистскими организациями, Профинтерн переходит на те же позиции. Во Франции, Чехословакии, США, Румынии, Индии, Испании, Канаде и в ряде других стран в 1935—1937 годах произошло объединение профсоюзов. К концу 1937 году значительная часть секций Профинтерна перестала существовать. В связи с этим организация прекратила свою деятельность.

## Организация и структура
Двумя высшими органами Профинтерна являлись Центральный совет и Исполнительное бюро. Органом Профинтерна было издание «Международное рабочее движение». Ведущими фигурами в Профинтерне были: Соломон Лозовский (генсек Профинтерна в 1921—1937 годах), Андрес Нин (заместитель генсека Профинтерна, член Исполнительного бюро, редактор органа Профинтерна), Михаил Томский (председатель ВЦСПС) и другие.
Штаб-квартира Профинтерна располагалась в Москве, где проходили все его конгрессы. Кроме того, Профинтерн имел отделения в Берлине (Центральноевропейское бюро), Париже (Латинское бюро), Болгарии (Балканское бюро) и Великобритании (Британское бюро). Британское бюро действовало совместно с Национальным движением меньшинства, левым профсоюзным движением, оппозиционным к официальным лейбористским профсоюзам. В Северной Америке действовали Лига рабочего единства (Канада) и Лига объединённых профсоюзов (США). В 1929 году была образована Конфедерация профсоюзов Латинской Америки, как местная секция Профинтерна. В 1927 году были учреждены Тихоокеанский и Латиноамериканский секретариаты Профинтерна.